# Dominicanenklooster (Huissen)
Het Dominicanenklooster was een klooster gelegen aan de Stadsdam 1, tussen de Burchtgracht en de Kloosterlaan in Huissen.

## Geschiedenis van het klooster

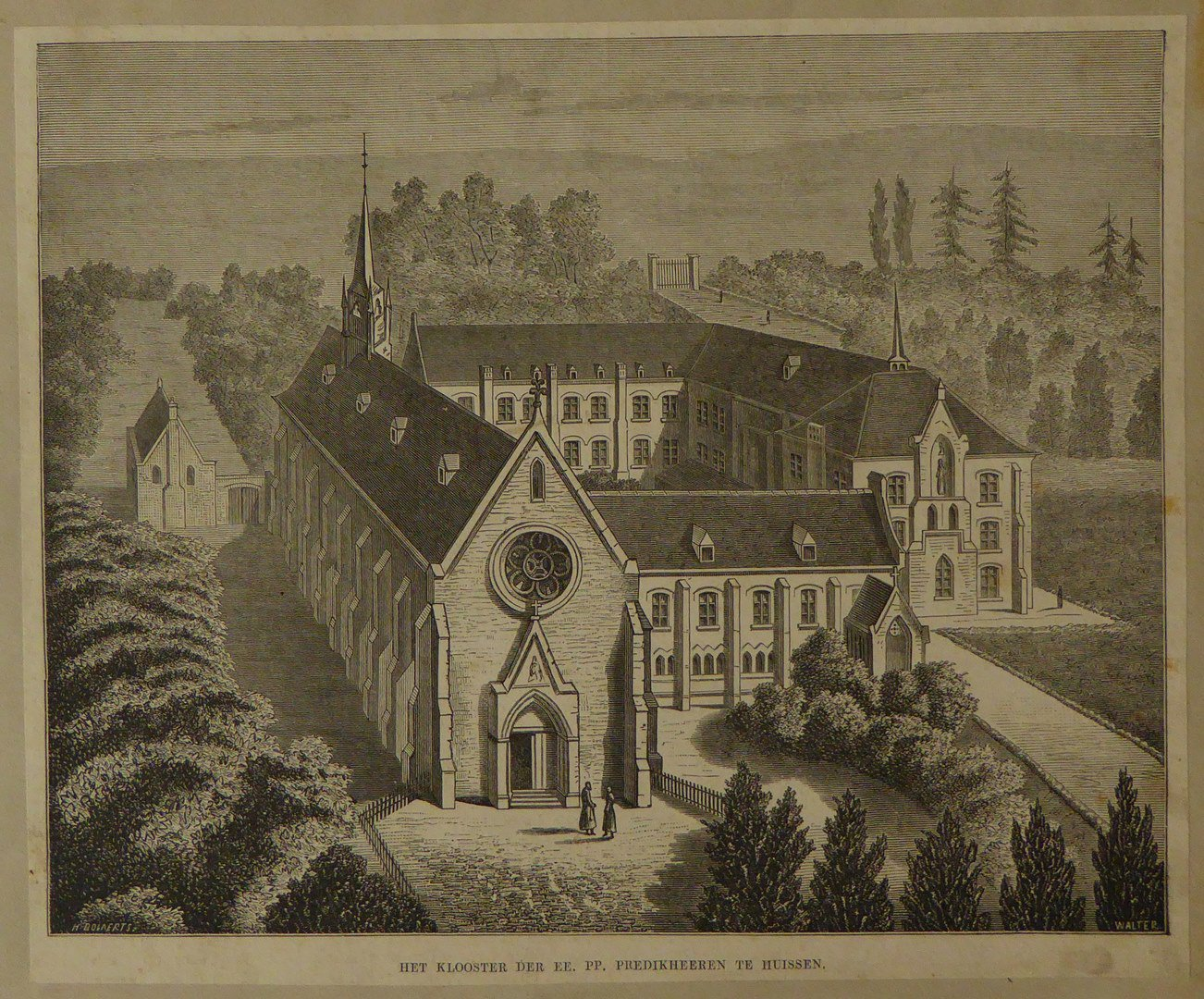
Een gravure van Dominicanenklooster Huissen, gemaakt door Johannes Walter

Na de opheffing van het verbod om kloosters te stichten kochten de dominicanen in 1856 een landhuis in Huissen. Dit huis werd weldra vergroot tot een klooster, waarin het noviciaat en de theologische opleiding werden ondergebracht. Het betrof de kerkelijke wetenschappen filosofie en theologie en alles wat voor de pastoraal nodig werd geacht, in een wat later stadium met nadruk op de bijbelexegese. Uit het gevormde docentenkorps kwamen ten slotte ook hoogleraren en docenten aan universiteiten voort.
In 1856 verwierven de dominicanen het landhuis met de naam Kasteel van Huissen op de plaats van de voormalige burcht. Zij stichtten daar in 1858 het dominicanenklooster. De architect Pierre Cuypers ontwierp in 1858 de verbouwing en nieuwbouw in neogotische stijl; hij liet het bestaande huis intact, bouwde er twee vleugels aan en verbond het geheel met de kapel, waardoor een halfopen carré ontstond. Een aantal malen is het klooster verbouwd en uitgebreid, met in 2018 als meest recente toevoeging de bouw van de Herberg.
Het Dominicanenklooster heeft een belangrijke rol gespeeld in Huissen. Zo is vanuit het klooster de groei van de tuinbouw gestimuleerd en was het voor veel Huissenaren een alternatieve plek om ter biecht te gaan. De sluiting van de kloosterkapel leidde tot een kortdurende volksopstand.
In het klooster woonde tot 2024 nog een kleine communiteit. Na het overlijden van pater Henk Jongerius in april 2024 heeft de laatst overgebleven dominicaan per augustus 2024 het klooster verlaten om in een verzorgingshuis te gaan wonen.

## Bekende bewoners
- Henricus Joosten (1837-1896), prior
- Thomas van Hoogstraten (1845-1907), letterkundige, dichter, schrijver en theoloog
- Reinier Welschen (1877-1941), theoloog en hoogleraar
- Bernard Molkenboer (1897-1948), letterkundige en hoogleraar
- Jan van der Ploeg (1909-2004), hoogleraar, taalkundige, apologeet en archeoloog
- David van Ooijen (1939-2006), PvdA-Tweede Kamerlid
- Henk Jongerius (1941-2024), prior en cantor